# Idéaliste.org
Idéaliste.org est un site internet gratuit d'engagement social et de solidarité créé en 2003. C'est la version française d'Idealist.org, un projet d'Action Sans Frontières/Action Without Borders (AWB), organisme à but non lucratif fondé à New York en 1995 par Ami Dar. 
L'organisation emploie 80 salariés environ, répartis dans ses 3 principaux bureaux à New York, Portland et Buenos Aires.

## Mission
Telle qu'elle est définie sur Idéaliste.org :
- Idéaliste.org met en relation les personnes, les organisations, les associations et les ressources afin de construire un monde plus libre et plus digne.
- Idéaliste.org ne dépend d'aucun gouvernement, d'aucune idéologie politique ou de croyance religieuse.

## Liens utiles
- Le site en français : Idéaliste.org
- La version anglaise : Idealist.org
- La version espagnole : Idealistas.org
- Le site officiel de la semaine d'entraide du 14 au 21 septembre « Mozilla à votre service[2] » avec Idéaliste.org semaine d'entraide technologique "Mozilla à votre service"
- Le projet du Tour (virtuel) de la Francophonie Humanitaire : site du Tour